# Eduardo Cobián
Eduardo Cobián y Roffignac (Pontevedra, 19 de marzo de 1857-Madrid, 20 de abril de 1918) fue un político y abogado español, ministro durante la Restauración. 

## Biografía
Nacido en Pontevedra. Empezó sus estudios en su ciudad natal, para continuarlos en el Colegio Libre Municipal de los Escolapios en Celanova. Tras lograr el título de bachiller comenzó sus estudios de Derecho en la Universidad de Santiago. Tras abandonar en 1874 dicha universidad, volvería en 1876 a la Universidad Central concluyendo sus estudios en 1878. Ese año contrajo matrimonio con Luisa Benita Fernández de Córdoba y Romero, nieta del ínclito político pero escasamente acaudalada.
En 1880 ingresó en el Colegio de Abogados de Getafe donde abrió un despacho. En 1883 se inscribió en el Colegio de Abogados de Madrid. En 1884 intentaría lograr un acta de diputado por la circunscripción de Getafe sin éxito, por lo que debió aguardar a 1886 para convertirse en diputado por el distrito de La Cañiza. Brillante abogado, su fama propiciaría la expansión de su bufete que en 1897 ya contaba con despachos en Valladolid, Chinchón y Getafe llegando años más tarde a defender a María Cristina de Habsburgo-Lorena y al Conde de San Bernardo.
Tanto en las elecciones de 1893 como en las de 1896 accedió por el distrito de Ginzo de Limia como cunero. En 1898 cambió Congreso por Senado, donde descolló en asuntos relacionados con la defensa. Ocupó la cartera de ministro de Marina entre 20 de julio de 1903 y el 5 de diciembre de 1903 y entre el 6 de enero de 1905 y el 23 de junio de 1905. En 1901 volvió al Congreso, donde repetiría como diputado por Ginzo de Limia hasta su muerte. Tras la muerte de Fernández Villaverde, los villaverdistas se agruparon en torno al prócer pontevedrés. El grupo villaverdista se disolvió el 17 de julio de 1906 y varios de sus prohombres como Alba, Gasset y Burell se integraron en el Partido Liberal.

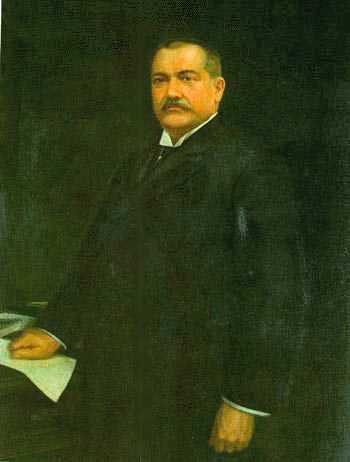
Retratado por Mariano Oliver Aznar (1911)

Su nuevo partido lo promovió en 1906 a la presidencia de la Comisión de Presupuestos. Después del período gris que para Cobián supuso el gobierno largo de Maura, el 9 de febrero de 1910 se convirtió en titular de la cartera de Hacienda, que ocupó hasta el 3 de abril de 1911. En las elecciones del 8 de mayo de 1910 además de conseguir su acta por Ginzo, logró que sus hijos Eduardo y Juan José fueran elegidos por Getafe y El Barco de Valdeorras. Además, tras su renuncia al acta de Ginzo de Limia por resultar elegido simultáneamente por Santa Cruz de Tenerife, fue designado su secretario Francisco Barber Sánchez como titular por dicha circunscripción.

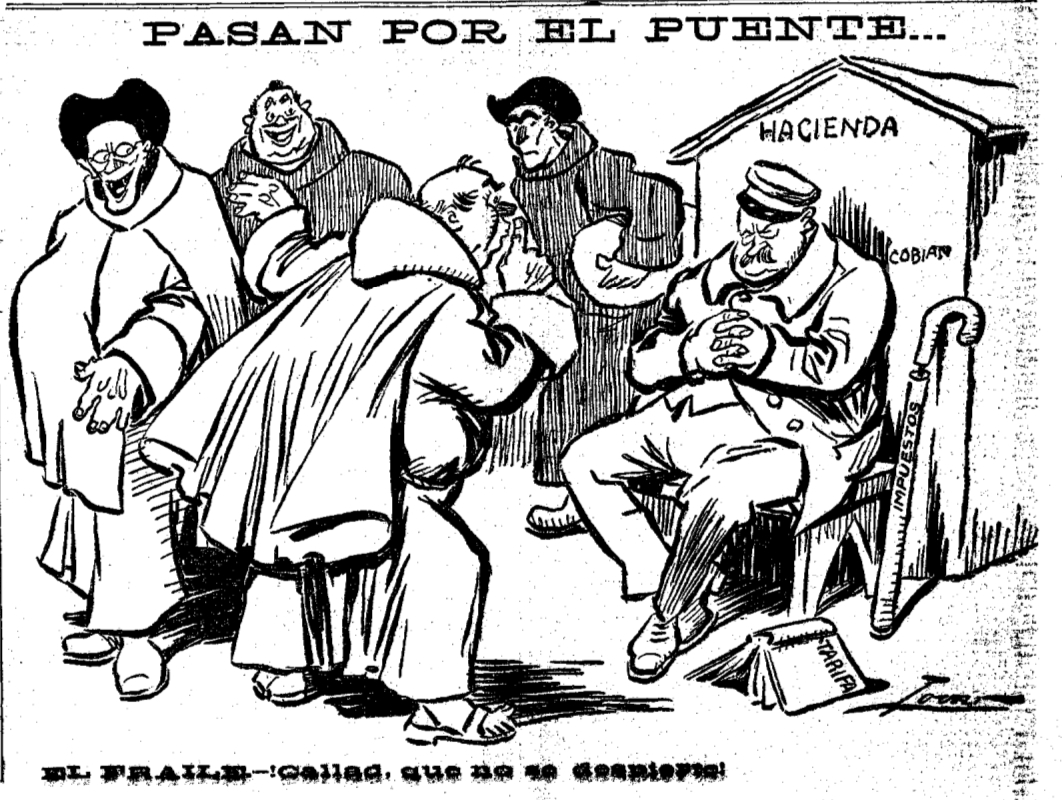
Pasan por el puente. Caricaturizado por Tovar (1910) durante su período al frente de la cartera de Hacienda.

Entre junio y septiembre de 1910, Cobián presentó diversos proyectos de reforma inspirados en las recomendaciones del señero economista Flores de Lemus. Entre éstos destacar el proyecto de reforma de los impuestos de Consumos por los impuestos de Consumos Específicos así como un aumento de la tributación del azúcar que acabó atenuándose debido a la presión de los productores azucareros. Además, reformó la Contribución de Utilidades e intentó introducir un impuesto personal sobre la renta modificando el impuesto de Cédulas. A pesar de que la mayoría de las reformas propuestas por Cobián fueron rechazadas, las modificaciones aprobadas proporcionaron resultados provechosos para la Hacienda Pública. Aumentó la capacidad recaudatoria de la Contribución de Utilidades y se avanzó en la elaboración del catastro. 
El 3 de abril de 1911, Cobián abandonó el Consejo de Ministros. Nombrado pocos días después gobernador del Banco de España, el 2 de junio de 1913 volvería a ocupar la presidencia de la Comisión de Presupuestos del Congreso. El 12 de noviembre de 1913 abandonó el puesto de gobernador del Banco de España. Presidente del Consejo de Estado entre el 31 de diciembre de 1915 y el 15 de junio de 1917, falleció el 20 de abril de 1918. Su entierro congregó a una infinidad de prohombres de la Restauración.